# Disphragis epimacha
Disphragis epimacha är en fjärilsart som beskrevs av William Schaus 1928. Disphragis epimacha ingår i släktet Disphragis och familjen tandspinnare. Inga underarter finns listade i Catalogue of Life.